# Cytisus ingramii
Cytisus ingramii är en ärtväxtart som beskrevs av Ralph Anthony Blakelock. Cytisus ingramii ingår i släktet kvastginster, och familjen ärtväxter. Inga underarter finns listade i Catalogue of Life.